# Turecké pověry

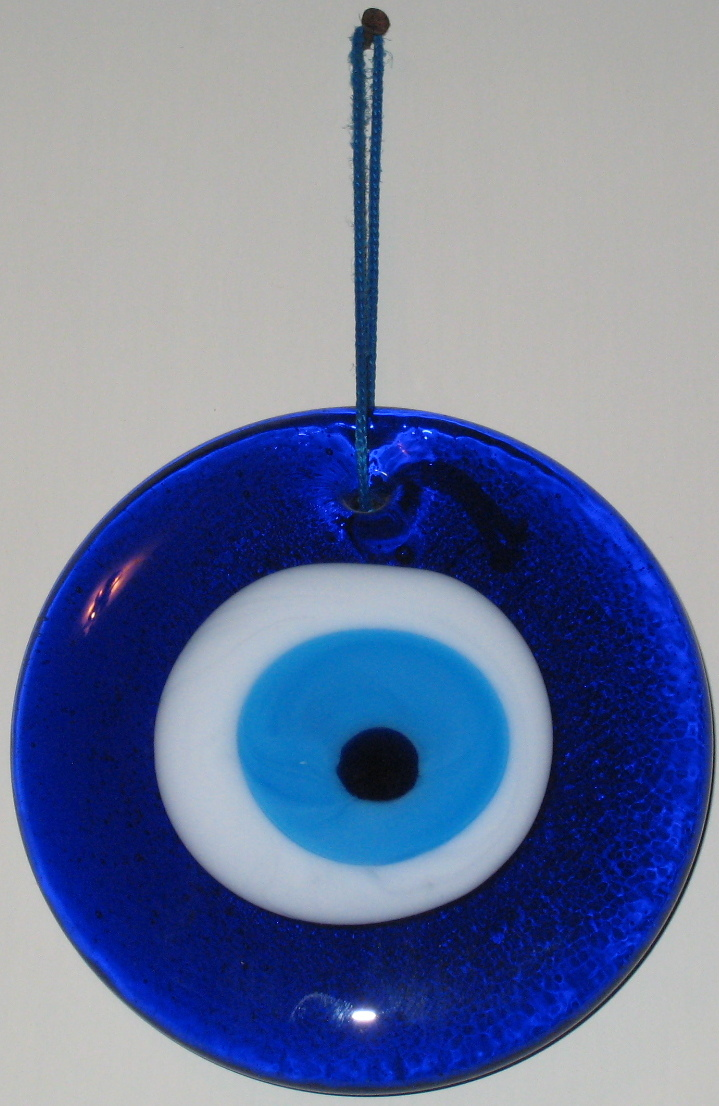
Amulet Nazar, který má ochránit svého majitele před uhranutím

Turecko má velmi bohatou kulturní historii  a pověry v ní hrají velmi důležitou roli, protože velmi úzce souvisí s folklórem a náboženstvím rozmanitých tureckých oblastí. Některé turecké pověry mají za úkol přinést štěstí, jiné odradit zlé pohledy a uhranutí.

## Druhy pověr

### Smůla, neštěstí
- stříhání nehtů v noci
- noční dívání do zrcadla
- padající hvězda značí něčí úmrtí
- svatba mezi dvěma Ramadány
- ustřihnutý nehet nesmí být upuštěn na zem nebo se na něj nesmí stoupnout
- žena by neměla projít před mužem, který odchází do práce, jinak se mu v práci nebude dařit
- nově narozené dítě se nesmí umývat v pátek

### Ochrana, štěstí
- Nazar
- Muska
- lití olova
- symbol bílého koně ve snu znamená splněné přání
- svědění pravého oka přináší zdraví, levého oka pak bohatství
- zahrabání pupeční šňůry dítěte na určitém místě v naději, že se toto dítě v budoucnu do této budovy znovu dostane (např. areál univerzity, firma, apod.)

### Jiné
- Na konci duhy je zahrabaný poklad.
- Pokud něco řeknete čtyřicetkrát, vyplní se to.
- Když někdo zemře, jeho boty se musí dát před dům.
- Rýže je symbolem bohatství.